# 327e division de fusiliers (1re formation)
Pour les articles homonymes, voir 327e division.
La 327e division de fusiliers (russe : 327-я стрелковая дивизия) est une division d'infanterie de l'Armée rouge pendant la Seconde Guerre mondiale.
Formée en septembre 1941, en tant que division de fusiliers de l'Armée rouge, à partir d'un cadre d'ouvriers de Voronej. Cette formation est affectée au front de Volkhov près de Leningrad, peinant à travers la «guerre des rats» dans les marais boisés de cette région et subissant des pertes importantes lors de l'encerclement de sa 2e armée de choc près de Liouban au début de 1942. En janvier 1943, elle contribue à la levée partielle du siège allemand de Leningrad lors de l'opération Iskra, se distinguant suffisamment pour être rebaptisée 64e division de fusiliers de la Garde.

## Historique
La division est mise sur pied à partir du 1er septembre 1941 dans le district militaire d'Orel à Voronej, . Elle est principalement composée d'ouvriers de cette ville et, lorsqu'elle rejoint le front, elle est considérée comme bien entraînée selon les normes du moment. Le colonel Ivan Mikhailovitch Antiufeev est nommé commandant de la division le jour où elle commence à se former. Son ordre de bataille de base est le suivant :
- 1098e régiment de fusiliers
- 1100e régiment de fusiliers
- 1102e régiment de fusiliers
- 894e régiment d'artillerie [3]

Fin octobre, la division est affectée à la 26e armée, qui se forme au sein de la réserve du haut commandement suprême. Cette armée est affectée au nouveau front de Volkhov début décembre puis est renommée 2e armée de choc le 17.
Le 7 janvier 1942, la 2e armée de choc entre dans l'offensive Liouban. Les attaques initiales échouent dans l'épuisement et la confusion, et le commandant de l'armée est remplacé. Après regroupement, l'attaque reprend le 13, cette fois avec une préparation d'artillerie plus efficace, qui fait éclater les défenses entre deux divisions d'infanterie allemandes et fait paniquer l'une d'entre elles. Au cours des jours suivants, les forces de l'armée réussissent à creuser de petits coins dans les positions ennemies, mais ne les percent que le 17, avec l'aide de plus de 1 500 sorties d'avions, avançant de 5 à 10 km. Afin d'élargir la pénétration, la 327e est regroupé dans le groupe opérationnel Korovnikov de la 59e armée pour une nouvelle attaque prévue le 27 janvier. La mission est d'éliminer les points de résistances allemands à Spasskaïa Lobist (ru) et Loubino (ru) le long de la route de Leningrad. Alors que l'attaque contre le premier a échoué, le gros de l'armée, plus de 100 000 hommes, réussit à passer et avance jusqu'à 75 km dans l'arrière allemand, créant une grave menace pour leurs forces dans les régions de Liouban, Tchoudovo et Kirichi. Après élargissement de l'embouchure de la percée le 12 février, la 327e, formant un groupe de choc avec la 46e division de fusiliers, la 80e division de cavalerie et deux bataillons de skieurs, attaque vers le nord vers Liouban le 19, enveloppant puis capturant Krasnaïa Gorka. Liouban n'est qu'à 10 kilomètres de distance. Cependant, le 27 février, des éléments du 1er Corps allemand contre-attaquent les flancs de la pénétration, reprennent Krasnaïa Gorka et encerclent les 327e de fusiliers et 80e de cavalerie à Riabovo. Bien que la plupart des forces encerclées s'échappent, les Allemands font 6 000 prisonniers le 15 mars  Le 21 mai, le colonel Antiufeev est promu général de division, mais quelques jours plus tard, il quitte la division; son poste est confié au colonel FM Jiltzov.
Alors que l'épreuve de la 2e armée de choc se poursuivait, les restes de la division, ainsi que la 92e division de fusiliers et deux brigades de fusiliers, atteignent et occupent la principale ligne défensive de Ruchi le long de la Ravan (ru) à Vditsko, gare Rogavka, jusqu'au lac Tigoda le 28 mai, tandis que les forces restantes de l'armée se préparent à lancer une attaque pour rejoindre la 59e armée. L'attaque est prévue pour le 5 juin mais ce mouvement a été détecté par les forces allemandes. Le 30 mai, les 1er et 38e corps allemands lancent une attaque conjointe qui parvient au soir à rompre le dernier lien avec la 2e armée de choc, bien qu'à un coût considérable. Une dernière attaque désespérée vers l'est par la 2e armée de choc le 5 juin ne gagne que peu de terrain. Au cours des semaines suivantes, des hommes isolés et de petits groupes de 237e parviennent à traverser les lignes allemandes, suffisamment pour que la division puisse être reconstruite. Le 15 juillet, la 87e division de cavalerie, qui avait également été piégée dans la poche, est officiellement dissoute et ses restes sont incorporés dans la 327e division de fusiliers. Le même jour, le colonel Zhiltzov passe le commandement au lieutenant-colonel. Nikolai Antonovich Poliakov, ancien commandant de la 87e cavalerie. Cet officier est promu colonel le 25 juillet et dirigera la division pour le reste de sa 1re formation.
Au cours de la troisième offensive de Siniavino, qui débute le 19 août, la division est employée sur un secteur secondaire, au sud du front d'assaut principal de la 2e armée de choc. Elle se distingue néanmoins dans la première semaine de septembre en enveloppant et en capturant le point fortifié allemand de Voronovo, sur la rivière Naziia, avec l'aide de la 286e division de fusiliers (en) ; les deux unités se placent en position défensive après le 7 septembre. Le 12 janvier 1943, les fronts de Volkhov et de Leningrad lancent l'opération Iskra, qui ouvre enfin un couloir terrestre vers la ville assiégée. La 327e se distingue à nouveau dans ces combats, à l'est de Siniavino, et le 19 janvier est rebaptisée 64e division de fusiliers de la Garde. Il s'agit d'une des rares formations à avoir obtenu le statut de Garde dans les combats du secteur nord de l'URSS.